# Stigmella paliurella
Stigmella paliurella là một loài bướm đêm thuộc họ Nepticulidae. Loài này có ở Italia, bán đảo Balkan và Ukraina, phía đông đến miền nam vùng sinh thái Cổ bắc giới. Nó cũng có mặt ở Cận Đông.
Có ít nhất hai thế hệ mỗi năm.
Ấu trùng ăn Paliurus spina-christi. Chúng ăn lá nơi chúng làm tổ. 